# Swiss Super League (2013/2014)
Swiss Super League 2013/2014 (oficjalnie znana jako Raiffeisen Super League ze względów sponsorskich) – 117. edycja najwyższej klasy rozgrywkowej piłki nożnej w Szwajcarii. Brało w niej udział 10 drużyn, które w okresie od 13 lipca 2013 do 18 maja 2014 rozegrały 36 kolejek meczów. Piąty tytuł z rzędu, a 17. w swojej historii zdobył FC Basel.

## Drużyny
| Uczestnicy poprzedniej edycji                                                                                 | Uczestnicy poprzedniej edycji | Uczestnicy poprzedniej edycji | Uczestnicy poprzedniej edycji |
| --- | ----------------------------- | ----------------------------- | ----------------------------- |
| BAS | FC Basel                      | 1                             |                               |
| GRA | Grasshopper Club Zurych       | 2                             |                               |
| GAL | FC Sankt Gallen               | 3                             |                               |
| ZUR | FC Zürich                     | 4                             |                               |
| THU | FC Thun                       | 5                             |                               |
| SIO | FC Sion                       | 6                             |                               |
| YBO | BSC Young Boys                | 7                             |                               |
| LUZ | FC Luzern                     | 8                             |                               |
| LAU | FC Lausanne-Sport             | 9                             |                               |
| Awans z Challenge League 2012/2013                                                                            |                               |                               |                               |
| AAR | FC Aarau                      | 1                             |                               |
| Oznaczenia: - kolumna pierwsza – skróty nazw drużyn, - kolumna trzecia – miejsce zajęte w poprzednim sezonie. |                               |                               |                               |

## Tabela
| Lp. | Drużyna            | M  | Z  | R  | P  | B+ | B- | +/– | Pkt | Kwalifikacja lub spadek                       |
| --- | ------------------ | -- | -- | -- | -- | -- | -- | --- | --- | --------------------------------------------- |
| 1   | Basel (M)          | 36 | 19 | 15 | 2  | 70 | 34 | +36 | 72  | Liga Mistrzów UEFA • Faza grupowa             |
| 2   | Grasshopper        | 36 | 19 | 8  | 9  | 67 | 43 | +24 | 65  | Liga Mistrzów UEFA • III runda kwalifikacyjna |
| 3   | Young Boys         | 36 | 17 | 8  | 11 | 59 | 50 | +9  | 59  | Liga Europy UEFA • III runda kwalifikacyjna   |
| 4   | Luzern             | 36 | 15 | 6  | 15 | 48 | 54 | −6  | 51  | Liga Europy UEFA • II runda kwalifikacyjna    |
| 5   | Zürich (P)         | 36 | 14 | 8  | 14 | 51 | 52 | −1  | 50  | Liga Europy UEFA • Runda play-off             |
| 6   | Thun               | 36 | 13 | 9  | 14 | 57 | 53 | +4  | 48  |                                               |
| 7   | Sankt Gallen       | 36 | 11 | 12 | 13 | 37 | 47 | −10 | 45  |                                               |
| 8   | Sion               | 36 | 12 | 7  | 17 | 38 | 45 | −7  | 43  |                                               |
| 9   | Aarau              | 36 | 12 | 6  | 18 | 55 | 71 | −16 | 42  |                                               |
| 10  | Lausanne-Sport (S) | 36 | 7  | 3  | 26 | 38 | 71 | −33 | 24  | Spadek do Swiss Challenge League              |

## Wyniki
| Gospodarz \ Gość | AAR | BAS | GRA | LAU | LUZ | GAL | SIO | THU | YBO | ZÜR | AAR | BAS | GRA | LAU | LUZ | GAL | SIO | THU | YBO | ZÜR |
| ---------------- | --- | --- | --- | --- | --- | --- | --- | --- | --- | --- | --- | --- | --- | --- | --- | --- | --- | --- | --- | --- |
| Aarau            |     | 1–1 | 2–4 | 2–3 | 4–2 | 2–2 | 0–1 | 2–1 | 0–4 | 5–1 |     | 1–3 | 4–0 | 3–1 | 1–2 | 1–1 | 2–0 | 1–4 | 2–1 | 1–2 |
| Basel            | 3–1 |     | 1–1 | 2–0 | 1–1 | 3–0 | 2–2 | 4–1 | 2–1 | 1–2 | 5–0 |     | 1–1 | 4–2 | 3–1 | 1–1 | 1–0 | 0–0 | 3–2 | 4–2 |
| Grasshopper      | 4–2 | 1–1 |     | 2–0 | 1–2 | 0–1 | 0–0 | 2–1 | 0–1 | 3–1 | 1–2 | 1–1 |     | 2–1 | 4–1 | 2–0 | 4–2 | 0–5 | 5–0 | 2–0 |
| Lausanne-Sport   | 1–2 | 1–2 | 0–0 |     | 0–1 | 0–3 | 3–1 | 0–2 | 1–3 | 1–2 | 0–1 | 1–3 | 0–2 |     | 1–0 | 3–0 | 0–1 | 1–3 | 0–1 | 0–1 |
| Luzern           | 1–0 | 1–1 | 0–2 | 2–0 |     | 3–1 | 1–0 | 1–1 | 1–1 | 3–2 | 3–2 | 0–2 | 1–3 | 3–4 |     | 1–0 | 0–1 | 3–0 | 1–2 | 1–0 |
| Sankt Gallen     | 1–0 | 1–1 | 0–2 | 2–0 | 4–1 |     | 2–0 | 0–0 | 0–0 | 2–1 | 4–1 | 0–3 | 1–5 | 0–0 | 1–1 |     | 2–0 | 1–0 | 1–1 | 0–2 |
| Sion             | 1–2 | 1–3 | 2–0 | 2–1 | 3–0 | 0–1 |     | 0–0 | 2–2 | 0–0 | 2–0 | 0–1 | 3–1 | 1–2 | 3–2 | 1–1 |     | 3–1 | 3–0 | 1–0 |
| Thun             | 2–2 | 0–2 | 1–1 | 4–1 | 1–1 | 3–2 | 1–0 |     | 1–0 | 2–1 | 2–0 | 2–2 | 1–3 | 2–2 | 2–1 | 4–0 | 3–1 |     | 0–3 | 1–2 |
| Young Boys       | 3–0 | 2–2 | 1–2 | 3–2 | 0–1 | 1–0 | 2–0 | 3–2 |     | 0–1 | 2–2 | 3–1 | 0–4 | 5–3 | 2–1 | 2–0 | 0–0 | 2–1 |     | 1–3 |
| Zürich           | 1–2 | 0–0 | 1–1 | 4–0 | 0–2 | 0–0 | 4–1 | 3–2 | 1–3 |     | 2–2 | 0–0 | 3–1 | 0–3 | 1–2 | 2–2 | 1–0 | 3–1 | 2–2 |     |

## Najlepsi strzelcy
19 bramek
- Shkëlzen Gashi (Grasshopper)

13 bramek
- Caio Alves (Grasshopper)
- Mario Gavranović (Zürich)
- Valentin Stocker (Basel)

11 bramek
- Dimitar Rangelov (Luzern)

10 bramek
- Josef Martínez (Thun/Young Boys)
- Marco Schneuwly(inne języki) (Thun)
- Marco Streller (Basel)

Źródło: sfl.ch, transfermarkt

## Stadiony
| Aarau               |
| Stadion Brügglifeld |
| 9 249               |
|                     |

| Basel          |
| St. Jakob-Park |
| 38 512         |
|                |

| Grasshopper        |
| Letzigrund Stadion |
| 23 605             |
|                    |

| Lausanne-Sport                 |
| Stade Olympique de la Pontaise |
| 15 850                         |
|                                |

| Luzern        |
| Swissporarena |
| 17 500        |
|               |

| Sankt Gallen |
| AFG Arena    |
| 19 694       |
|              |

| Sion             |
| Stade Tourbillon |
| 16 500           |
|                  |

| Thun       |
| Arena Thun |
| 10 000     |
|            |

| Young Boys               |
| Stade de Suisse Wankdorf |
| 31 783                   |
|                          |

| Zürich             |
| Letzigrund Stadion |
| 23 605             |
|                    |